# Jeannette (Pensilvania)
Jeannette es una ciudad ubicada en el condado de Westmoreland en el estado estadounidense de Pensilvania. En el año 2000 tenía una población de 10,654 habitantes y una densidad poblacional de 1,704.4 personas por km².

## Geografía
Jeannette se encuentra ubicada en las coordenadas 40°19′44″N 79°36′50″O / 40.32889, -79.61389.

## Demografía
Según la Oficina del Censo en 2000 los ingresos medios por hogar en la localidad eran de $29,091 y los ingresos medios por familia eran $37,038. Los hombres tenían unos ingresos medios de $32,413 frente a los $21,702 para las mujeres. La renta per cápita para la localidad era de $15,961. Alrededor del 15% de la población estaba por debajo del umbral de pobreza.